# Schwarzsee (Zermatt)
Der Schwarzsee ist ein Bergrücken oberhalb von Zermatt im Kanton Wallis in der Schweiz. Er liegt nördlich des Matterhorns auf einer Höhe von 2583 m ü. M. und ist von Furi sowie von Furgg her erreichbar. In seinem Aussichtsbereich liegen das Monte-Rosa-Massiv, die Mischabelgruppe, der Dent Blanche, das Weisshorn und das Matterhorn. Namensgeber des Bergrückens ist der gleichnamige kleine Bergsee mit einer Fläche von weniger als 0,1 km², an dem die Kapelle «Maria zum Schnee» und die Bergstation der Schwarzseebahn liegen. Schwarzsee ist ein Ausgangspunkt zur Besteigung des Matterhorns sowie von Wanderungen zur Hörnlihütte, die in etwa zwei Stunden erreichbar ist. Früher war Schwarzsee nur über Skilifte und kleine Seilbahnen zugänglich. Inzwischen wurden im Zuge der Renaturierungsbemühungen der Zermatter Bergbahnen die alten Lifte durch eine moderne Gondelbahn ersetzt. In der Touristikbranche wird der Ort, welchen die Sonne morgens als ersten im Zermatter Skigebiet erreicht, als Schwarzsee paradise vermarktet.

## Seilbahngeschichte
- 1955: Gründung der LZS (Luftseilbahn Zermatt–Schwarzsee)
- 1955/56: Bau der Luftseilbahn Zermatt–Furi–Schwarzsee
- 1962: Bau der Luftseilbahn Furgg–Schwarzsee
- 1982: Bau der Sechser Gondelbahn Zermatt–Furi
- 1991: Eröffnung der Gruppen-Umlaufbahn Furgg–Schwarzsee als Ersatz der alten Luftseilbahn
- 2002: Eröffnung der Achter Gondelbahn Matterhorn-Express Zermatt–Furi–Schwarzsee
- 2009: Bau der Verlängerung des Matterhorn-Expresses von Schwarzsee via Furgg auf Trockener Steg. Diese Bahn ersetzt die alte Gondelbahn von 1965 von Furgg nach Trockener Steg sowie die Gruppen-Umlaufbahn Furgg–Schwarzsee. Mit der neuen Bahn ist der Trockener Steg in 25 Minuten ohne Umsteigen zu erreichen.

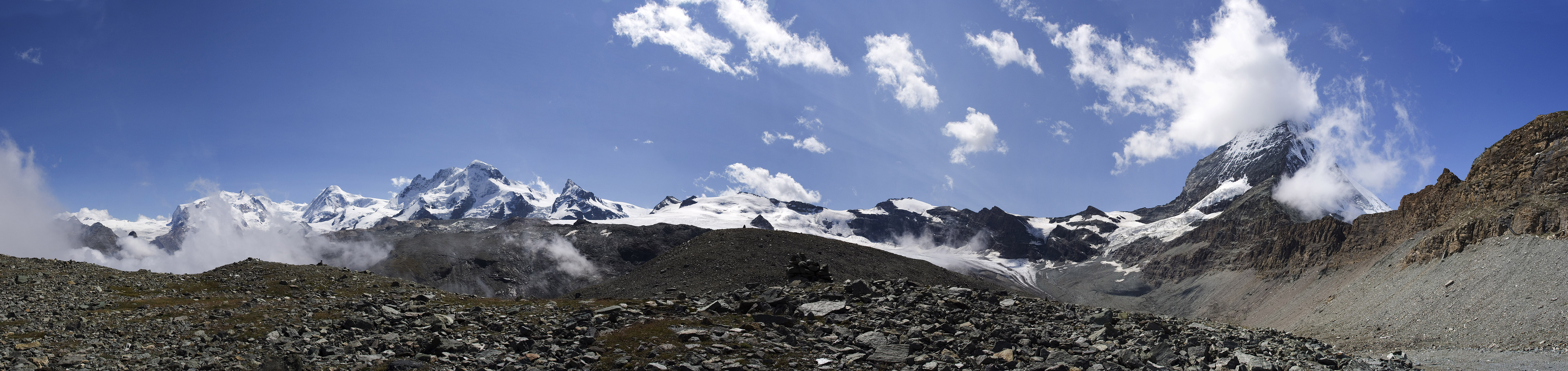
Panorama von Monte-Rosa-Gruppe und Matterhorn vom Schwarzsee gesehen